# 纪念大厅

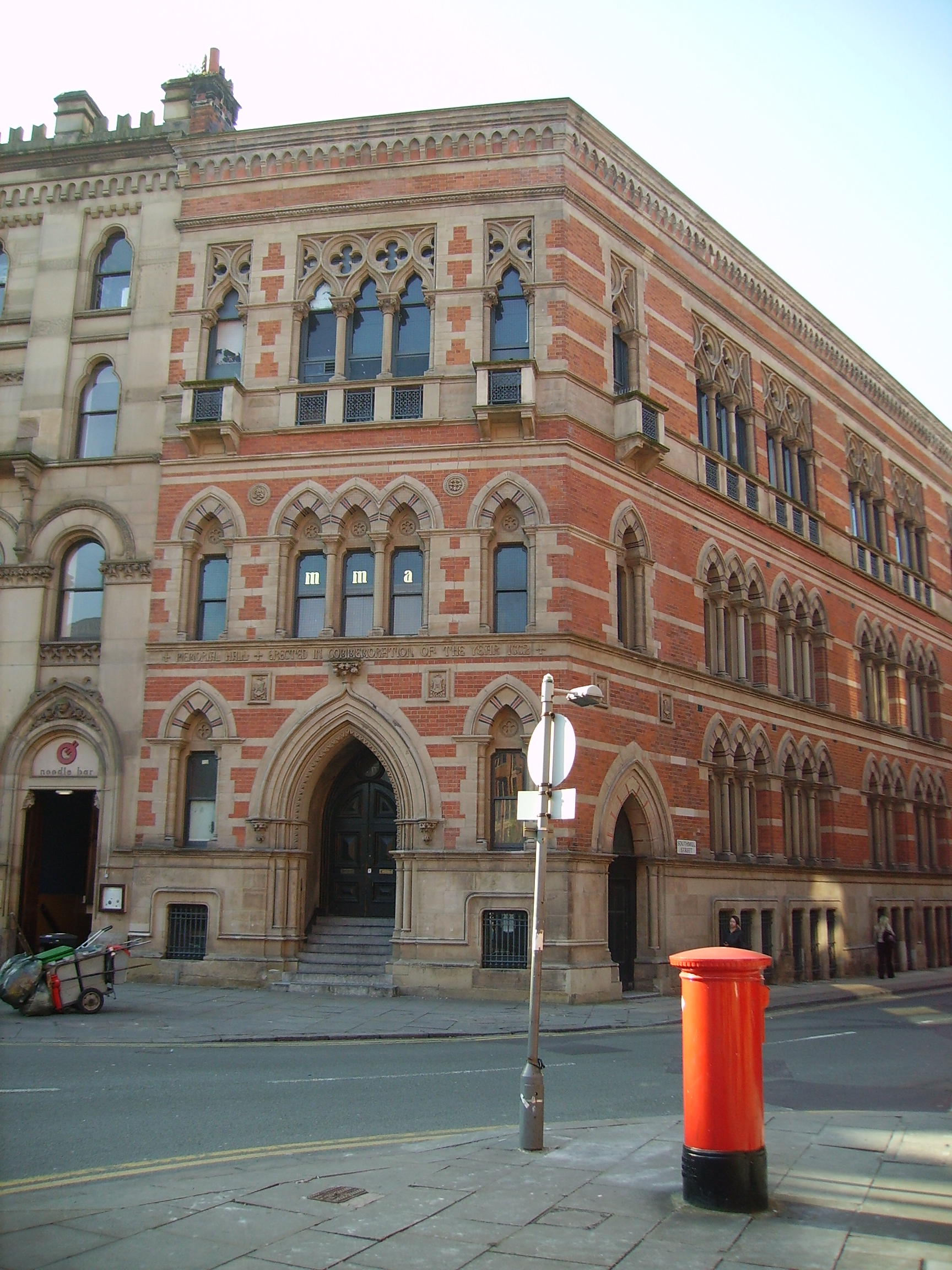

纪念大厅（Memorial Hall）位于英国曼彻斯特的阿尔伯特广场，建于1863-1866年，由建筑师托马斯·沃辛顿设计。 兴建该建筑是为了纪念1662年统一法案二百周年，导致2,000名牧师退出圣公会，形成不信奉国教派。1972年2月14日列为II*级登录建筑。
该建筑为威尼斯哥特式风格，灵感来自于金屋这样的建筑，所有的窗户和富丽堂皇的外部均采用精美的花饰窗格。沃辛顿在1858年第二次意大利之旅后设计了这座建筑。 细节精致，色彩装饰的精妙之处通过精心挑选材料来实现。
纪念大厅在19世纪末为许多维多利亚时期社团提供集会场所，如摄影、统计、园艺、雄辩和实证主义社团。使用该建筑物的其他团体包括家庭传教委员会、查尔斯·哈雷爵士合唱团和曼彻斯特一位论主日学联盟。一楼和地下室则为维持大厅提供收入。